# Justin Bieber
Justin Drew Bieber (* 1. března 1994 London, Ontario, Kanada) je kanadský pop/R&B zpěvák, který byl objeven díky svým coververzím slavných písní na internetovém videoportálu YouTube. V roce 2009 se stal prvním sólo umělcem, který dostal čtyři své skladby do americké hitparády Billboard's Top 40 ještě před vydáním debutového alba. Mezi jeho nejznámější singly, které ho dostaly do povědomí veřejnosti, patří „Baby“ (2010) „Boyfriend“ (2012), „What Do You Mean“ (2015) a „Sorry“ (2015). Několikrát byl nominován na cenu Grammy.
Rychlý start kariéry mu umožnila i silná základna fanoušků, především náctiletých dívek pod přezdívkou Beliebers. Jejich často až nekontrolované chování nejen na zpěvákových akcích bylo označováno termínem Bieber Fever (v překladu Bieberovská horečka) a bylo přirovnáváno k emocionálně vyhroceným reakcím fanoušků zpěváka Elvise Presleyho nebo kapely The Beatles.

## Život
Bieber byl už od dětství motivovaný k hudbě. Naučil se sám hrát na kytaru, klavír, bicí a trubku pouze odposlechem, jen v případě bicích navštívil pár profesionálních lekcí. Studoval ve Stratfordu na Northwestern Secondary, ale později se začátkem kariéry přešel na domácí vyučování. Sám o sobě mluví jako o žáku se spíše průměrnými výkony. Na škole hrál hokej a doufal, že se stane profesionálním hráčem. Rád se ve volném čase věnuje i basketbalu a fotbalu.

### Rodina
Jeho rodiče Jeremy Bieber a Pattie Mallette se oba narodili ve Stratfordu a seznámili se na střední škole. Nebyli nikdy sezdaní a rozešli se nedlouho po Bieberově narození. Matka ho tak ve svých 18 letech vychovávala sama. Jeho otec, stavební dělník a tesař, se poté vrátil ke své bývalé přítelkyni Erin, se kterou se oženil a měl dvě děti: Jazmyn a Jaxona. Manželství se po pár letech rozpadlo a Bieberův otec si našel novou partnerkou Chelsey, která měla již dceru Allie z předchozího manželství, a později se jim narodila dcera Bay. Bieber má tak celkem čtyři nevlastní sourozence: Allie, Jazmyn, Jaxona a Bay. Bieber je s nimi v kontaktu a navštěvují se. Úzký vztah má i se svým otcem, který se stal součástí jeho dospělého doprovodu během začátku kariéry. Přisuzován mu bývá významný vliv na Bieberově pozdějším užívání drog a časté účasti na bujarých večírcích, kam chodil právě s otcem.
Bieberova matka se po pokusu o sebevraždu ve svých nácti letech dostala ke křesťanství, které vyznává i její syn. Podle Biebera samotného se matka kvůli jeho narození změnila, přestala kouřit i zneužívat alkohol. Se svou matkou měl úzký vztah, pod klíční kostí má i vytetované datum jejího narození římskými číslicemi.

### Milostné vztahy
V roce 2009 se přiznal, že je platonicky zamilovaný do americké zpěvačky a herečky Seleny Gomez a jejich manažeři jim umožnili se seznámit - po několika měsících randění se oba objevili poprvé spolu na veřejnosti v roce 2011 a jejich fanoušci pár titulovali na sociálních sítích přezdívkou Jelena. Následoval dlouhý komplikovaný vztah s několika rozchody, který nakonec definitivně skončil v březnu roku 2018.
V září 2018 se Bieber oženil s o dva roky mladší americkou modelkou Hailey Rhode Baldwin (později již jako Hailey Bieber, dcera herce Stephana Baldwina a neteř herce Aleca Baldwina). Seznámila s Bieberem díky jejímu otci už v roce 2009, udržovali kamarádský vztah a po tři roky i různě intenzivní romantický vztah. Byť se před úřady sezdali už v roce 2018, velký křesťanský svatební obřad měli až o rok později. Společně se dali i pokřtít.

## Kariéra
V roce 2007, když bylo Bieberovi pouhých 12 let, se poprvé účastnil pěvecké soutěže - Stratford Idol ve Stratfordu, kde získal druhé místo. Video ze soutěže pak nahrál na YouTube, aby si ho prohlédli jeho známí. Začal pak nahrávat další videa různých coververzí na YouTube, např. od umělců jako je Stevie Wonder, Ne-Yo, Usher, Chris Brown a další. Jeho matka posílala videa svého syna i editorům YouTube ve snaze dostat je na domácí stránku YouTube, v té době ještě nepodléhající správě algoritmem.
Bieberovo coververze písní na YouTube pak objevil manažer Scooter Braun, který na něj získal kontakt a po promluvě s jeho matkou ho vzal do Atlanty do nahrávacího studia. Zájem o Biebera projevili v té době současně zpěváci Usher a Justin Timberlake. Usher uspěl s lepší nabídkou, a tak Bieber v roce 2008 podepsal smlouvu s vydavatelstvím Island Def Jam. Usher se stal jeho mentorem ve snaze chránit Biebera před chybami, které on sám na začátku své kariéry v podobném věku udělal.

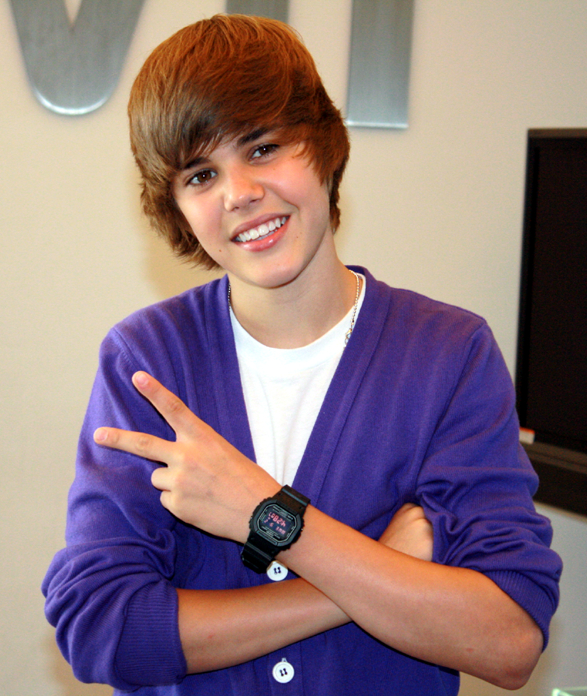
Justin Bieber na začátku své kariéry, v New Yorku v roce 2009.

Ke konci roku 2009 ve svých teprve 15 letech vydal Bieber svoje první studiové EP nazvané My World, které se do dvou měsíců stalo platinové. Všech sedm skladeb z alba se dostalo do hitparády Billboard's Hot 100. Pilotní singl z alba „One Time“ se dostal na 12. místo v Canadian Hot 100 a na 17. místo na Billboardu Hot 100. Získal také platinové ocenění jak v Kanadě, tak i v USA. Na úspěch navázal s debutovým albem My World 2.0. v roce 2010. V listopadu 2010 pak vyšla kompilace My Worlds: The Collection.
Už v roce 2009 se Bieberovi podařilo vytvořit velkou fanouškovskou základnu na sociálních sítích s 278 tisíci fanoušky na Facebooku, 105 tisíci na Twitteru a 2,5 miliony na MySpace. V roce 2011 čítali jeho fanoušci na Twitteru a Facebooku již miliony. V roce 2010 se stal nejvyhledávanější osobou na internetu, kterou do té doby byla zpěvačka Lady Gaga.
V roce 2011 byl uveden 3D film Justin Bieber: Never Say Never. Bieber získal téhož roku nominaci na cenu Grammy a vyšlo také jeho druhé studiové album Under the Misletoe, které debutovalo na prvním místě v žebříčku Billboard 200.
Jeho třetí album Believe vyšlo v roce 2012 a s ním i velmi úspěšný singl „Boyfriend“. S albem pak vyrazil na světové turné Believe tour.

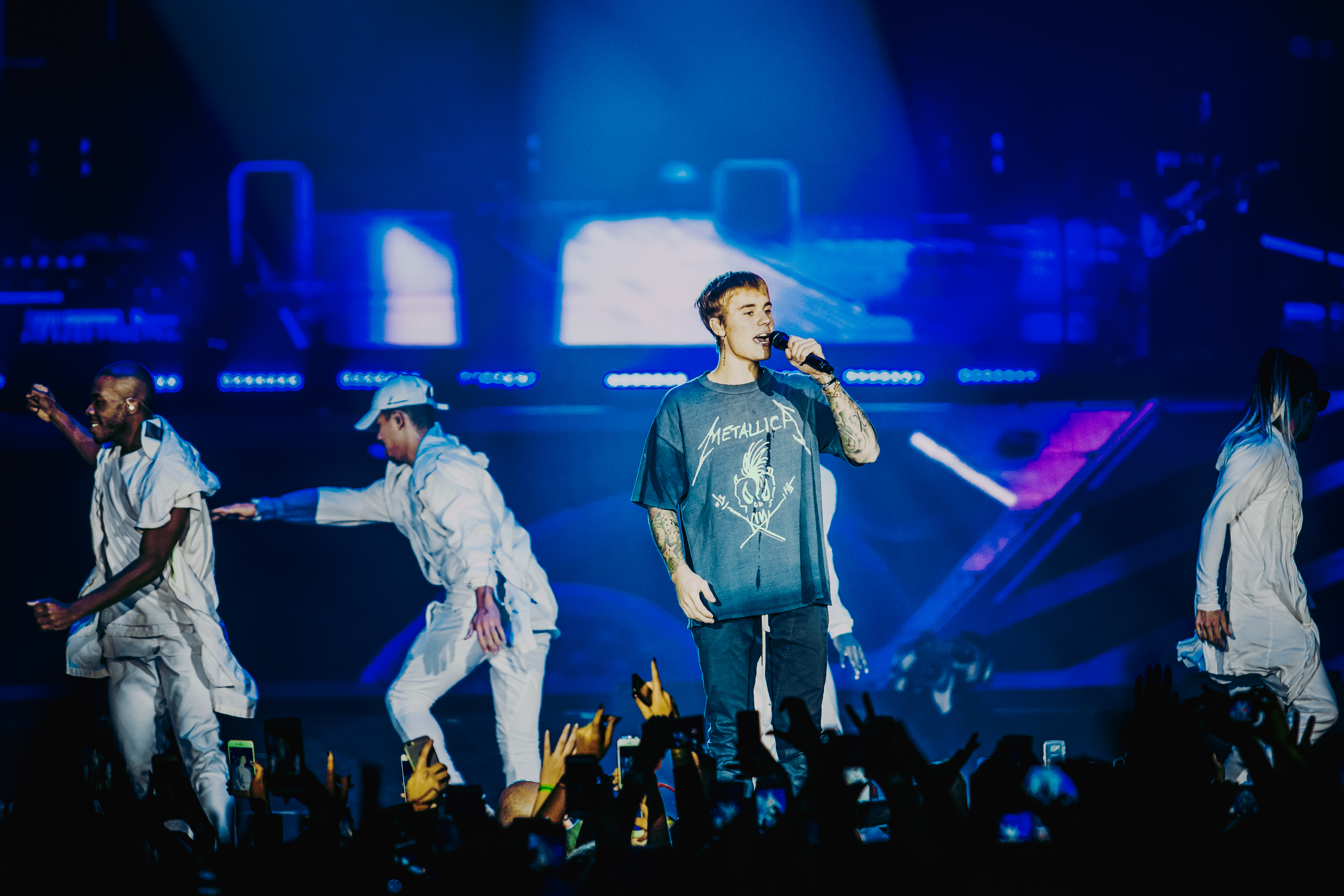
Bieber v roce 2016 na koncertě v polském Krakově.

Jeho čtvrté album Purpose vyšlo v roce 2015 a dostalo se na první příčku hitparády. Vyšly z něj tři singly, které opět bodovaly v hitparádě na prvních příčkách: první singl „What Do You Mean“, „Sorry“ a „Love Yourself“. Album mu vyneslo i nominaci na album roku cen Grammy. Poté spolupracoval na několika úspěšných kolaboracích - singlech „Cold Water“, „Let Me Love You“, „Despacito (Remix)“, „I'm the One“, „I Don't Care“, a „10,000 Hours“.
V roce 2020 vydal páté album Changes, ze kterého vyšel úspěšný singl „Yummy“. Turné k albu muselo být ale odloženo kvůli pandemii covidu.
V roce 2021 vydal šesté album Justice, které se umístilo na první příčce hitparády Billboard 200 albums chart a vyneslo mu celkem osm nominací na cenu Grammy v roce 2022. Albu předcházely singly „Holy“, „Lonely“ a „Anyone“, které se umístily v první dvacítce americké hitparády Billboard Hot 100 chart. Singl „Peaches“ z alba se umístil okamžitě na prvním místě Billboard Hot 100 a získal celkem čtyři nominace na ceny Grammy.
V roce 2022 byl nucený ze zdravotních důvodů pozastavit světové turné k albu Justice.

## Kontroverze
Kariéru zpěváka od počátku provázejí různé kontroverze, ať už týkající se chování jeho převážně nezletilých fanoušků nebo jeho vyjádření v médiích a problémů se zákonem.

### Zásahy proti fanouškům

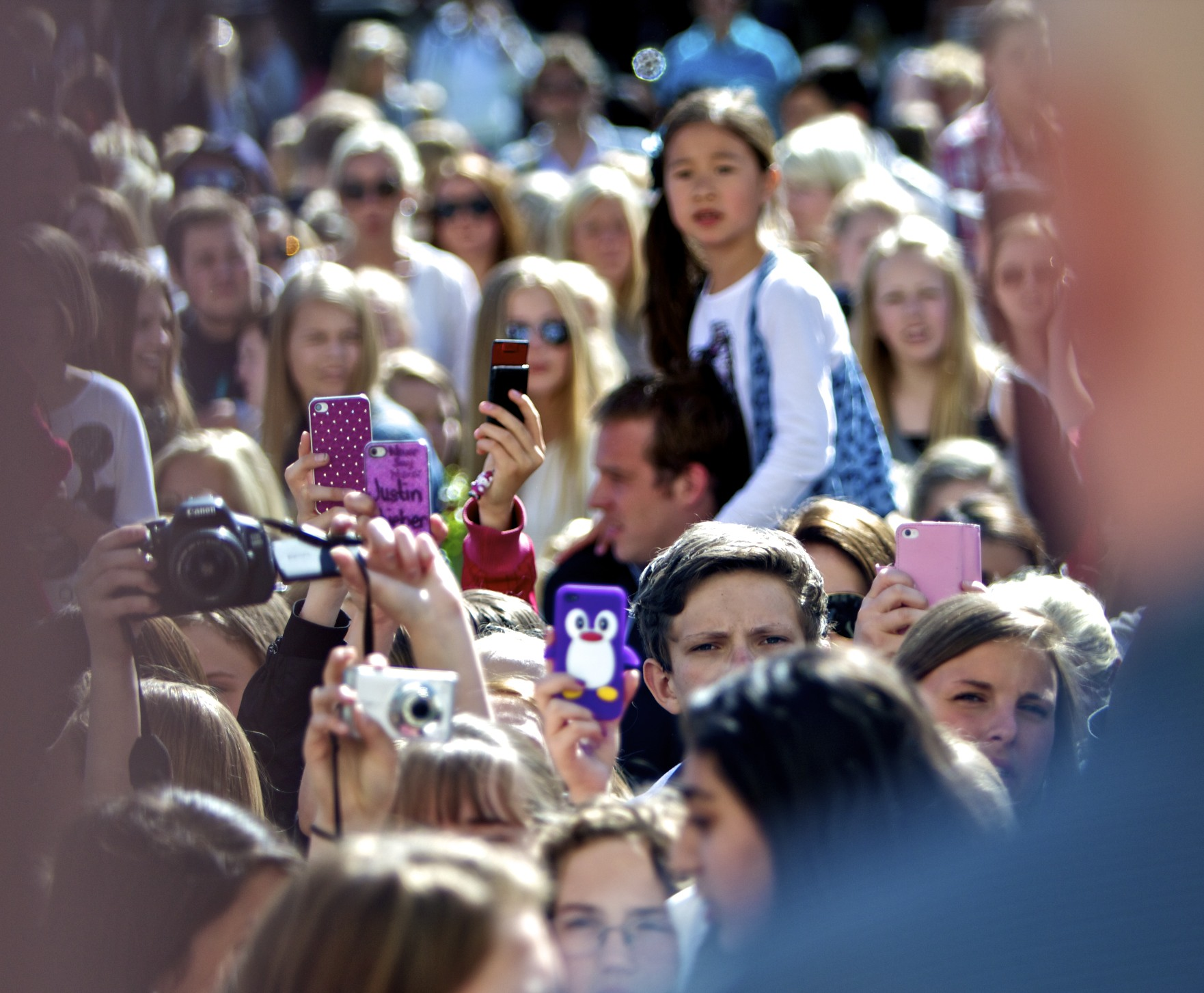
Fanoušci Biebera (Beliebers) nashromáždění před hotelem v Norsku, kde měl pobývat.

Silná základna nezletilých fanoušků zpěváka, kteří se titulují přezdívkou Beliebers, způsobila nejednou potíže, které vedli i k policejním zásahům. V roce 2009, musela policie uzavřít obchodní centrum v Garden City v New Yorku, kde měl Bieber krátce vystoupit, kvůli chování asi 3 tisíc fanoušků, kteří se začali zuřivě tlačit a strhávat se k zemi.
Podobná situace následovala v roce 2010 v Austrálii, kde měl Bieber krátce vystoupit pro své fanoušky před Overseas Passenger Terminal v Circular Quay v Sydney. Fanoušci se zde začali shromažďovat už večer před koncertem, ráno již dav čítal 5 tisíc lidí, na které musela dohlížet přivolaná policie. Na místě se strhával chaos a docházelo ke zraněním. Koncert musel být tak zrušen z bezpečnostních důvodů.
Při svém turné po Evropě v roce 2012 se Bieber zastavil i v norském Oslu a s předstihem pouhých pár hodin ohlásil krátký koncert zdarma na střeše operního domu. Na místo se začali okamžitě sbíhat fanoušci, kteří zcela obsadili vnější prostory budovy a tisíce dalších jich zůstalo za bezpečnostními ploty hlasitě se domáhající vstupu. Situaci zkomplikovalo i to, že místní policie nebyla na situaci dopředu upozorněna a Bieberův management představil pouze slabý bezpečnostní plán, který nefungoval. Během pár hodin se na místě shromáždil dav asi 20 tisíc fanoušků, převážně nezletilých dívek, a v nastalém chaosu bylo 88 lidí zraněno a na čas byla zablokována i doprava v okolí. Bieberovi koncerty v Oslu se v následujícím roce obešly za přihlížení policie již bez větších incidentů.
Jen mezi lety 2014 a 2017 bylo zaznamenáno několik pokusů fanoušků o vnik na pozemek Bieberova domu, některé skončily zatčením. Tendence fanoušků pronásledovat zpěváka, kdekoli se objevil, vyústila i v několik policejních zásahů proti hlasitým davům.
V počátcích jeho kariéry se zápal jeho fanoušků a jejich rapidní nárůst označoval jako Bieber Fever (v překladu Bieberovská horečka). Bieber se vůči svým fanouškům na začátku kariéry vyjadřoval kladně s tím, že jen díky jejich zájmu dosáhl takového komerčního úspěchu. Později na ně ale sám musel volat policii a požádat o ochranu kvůli jejich nevhodnému chování a obtěžování.

### Kontroverzní výroky
V roce 2011 se v interview pro časopis Rolling Stone vyjádřil, že vyvolaný potrat považuje za zabití dítěte a že i v případě znásilnění, se daný skutek stal z nějakého důvodu. Za to byl četně kritizován, byť kritici brali v potaz jeho nízký věk (v té době 16 let). Poté, co došlo roce 2022 k zneplatnění rozsudku v případu Roe vs. Wade Americkým ústavním soudem, se nicméně vyjádřil na sociálních sítích, že žena by měla mít právo rozhodovat o svém těle. Jako šok a zklamání popsala na sociálních sítích rozhodnutí i jeho manželka Hailey Bieber. Bieberova matka se však sama staví k potratům odmítavě a v minulosti podporovala americké kliniky "pro život", které je ženám rozmlouvají. Sama však přiznala, že by potrat v případě svého syna v té době zvažovala, pokud by se nestala křesťankou.

### Střety se zákonem

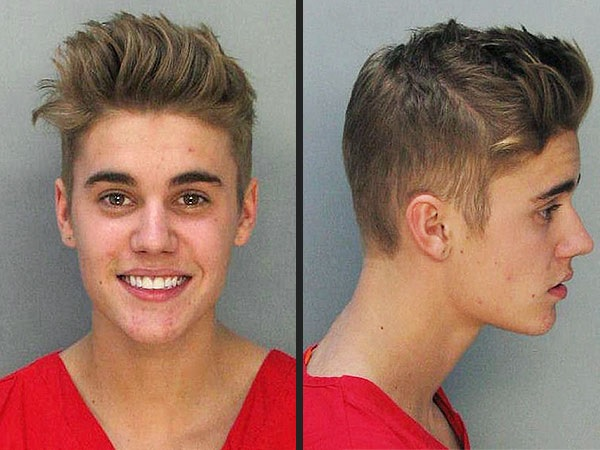
Bieber v roce 2014 po zatčení v Miami Beach.

Ačkoli se Bieber původně stavil k drogám odmítavě dostal se kvůli nim do křížku se zákonem. V lednu roku 2014 byl v Miami Beach zastaven policií, když řídil pod vlivem a bez platného řidičského oprávnění. Problémy s nebezpečným řízením se u něj dále opakovaly - obviněn byl v Los Angeles a kanadském Ontariu. Ve stejném roce byl v Torontu obviněn z napadení řidiče limuzíny, ke kterému došlo na konci roku 2013. Později se v autobiografickém dokumentu Justin Bieber: Seasons přiznal k závislosti na marihuaně, která začala už v jeho 13 letech, užívání psychedelických hub, problémech s alkoholem a zneužívání a závislosti na léčivech.
Po několika skandálech a problémech se zákonem vznikla v roce 2014 petice za vyhoštění Justina Biebera z USA z důvodů jeho chovaní a negativního vlivu na mládež, kterou se na základě překročení spodní hranice 100 tisíc podpisů zabývala americká vláda, návrh byl ale zamítnut.

## Diskografie
Studiová alba
- My World 2.0 (2010)
- Under the Mistletoe (2011)
- Believe (2012)
- Purpose (2015)
- Changes (2020)
- Justice (2021)

## Knihy
Svoji autobiografii vydal v knižní podobě – název nese My Story: First Step 2 Forever (česky Můj příběh: První krok k nesmrtelnosti). V České republice vyšla tato kniha v roce 2012.

## Filmy
Roku 2011 byl natočen s 3D technologií dokumentární/koncertní film s názvem Justin Bieber: Never Say Never. Vydělal téměř sto milionů amerických dolarů, čím se stal jedním z nejprodávanějších koncertních filmů současnosti. Na něj v roce 2013 navázal snímek Justin Bieber's Believe.

### Filmografie

#### Film
| Rok  | Název                                        | Role         | Poznámky                         |
| ---- | -------------------------------------------- | ------------ | -------------------------------- |
| 2011 | Justin Bieber: Never Say Never               | Sám sebe     | koncertní film, dokument         |
| 2012 | Katy Perry: Skutečná tvář                    | Sám sebe     | dokument                         |
| 2012 | Zendaya: Behind the Scenes                   | Sám sebe     | dokument                         |
| 2013 | Justin Bieber's Believe                      | Sám sebe     | koncertní film, dokument         |
| 2013 | Machete zabíjí                               | Bleep (hlas) |                                  |
| 2014 | Behaving Badly                               | Vězeň        | cameo                            |
| 2014 | Lennon or McCartney                          | Sám sebe     | krátkometrážní dokumentární film |
| 2015 | Purpose: The Movement                        | Sám sebe     | krátkometrážní film              |
| 2016 | Zoolander No. 2                              | Sám sebe     | cameo                            |
| 2016 | Bodyguards: Secret Lives from the Watchtower | Sám sebe     | dokument                         |
| 2016 | Popstar: Never Stop Never Stopping           | Sám sebe     | cameo                            |
| 2017 | Killing Hasselhoff                           | Sám sebe     | cameo                            |

#### Televize
| Rok        | Název                              | Role                    | Poznámky                                 |
| ---------- | ---------------------------------- | ----------------------- | ---------------------------------------- |
| 2009       | True Jacksonová                    | Sám sebe                | díl: „True Concert“                      |
| 2009–2010  | Angelina Ballerina: The Next Steps | A.Z.                    | anglický dabing                          |
| 2010, 2011 | Kriminálka Las Vegas               | Jason McCann            | díly: „Šokové vlny“ a „Po čem kdo touží“ |
| 2010       | Silent Library                     | Sám sebe                | díl 203                                  |
| 2010       | School Gyrls                       | Sám sebe                | TV film                                  |
| 2010       | Saturday Night Live                | Sám sebe / hudební host |                                          |
| 2011       | Vítejte doma!                      | Sám sebe                | díl: „The Brown Family“                  |
| 2011       | So Random!                         | Sám sebe                | díl: „Justin Bieber“                     |
| 2011       | Fantasy Factory                    | Sám sebe                | díl: „Welcome, Big Black“                |
| 2011       | David Haye Versus                  | Sám sebe                | díl 2                                    |
| 2012       | Napálené celebrity                 | Sám sebe                | díl: „Justin Bieber“                     |
| 2012       | Kruťárny                           | Sám sebe                | díl: „Justin Bieber“                     |
| 2013       | Saturday Night Live                | Sám sebe / moderátor    | díl: „Justin Bieber“                     |
| 2013       | Simpsonovi                         | Sám sebe                | díl: „Falešný virtuós“                   |
| 2015       | Comedy Central Roast               | Sám sebe                | díl: „Justin Bieber“                     |
| 2015       | Repeat After Me                    | Sám sebe                | díl 102                                  |
| 2015       | Bitva playbacků                    | Sám sebe                | díl: „Deion Sanders vs. Justin Bieber“   |
| 2015       | The Doctors                        | Sám sebe                | díl 97                                   |
| 2017       | Couples Therapy                    | Sám sebe                | díl 2                                    |
| 2017       | One Love Manchester                | Sám sebe                | speciál                                  |